# 武田耕娥
武田 耕娥（たけだ こうが、生没年不詳）は、明治時代の日本画家。

## 来歴
尾形月耕の門人。明治24年（1891年）の日本青年絵画協会臨時研究会に「阿新復仇」を出品し、五等褒状を獲得、明治27年（1894年）の日本青年絵画協会　第3回絵画共進会に「今様少女」という作品を出品、三等褒状を獲得したことが知られている。